# Croton goyazensis
Espèce
Croton goyazensis est une espèce de plantes à fleurs du genre Croton et de la famille des Euphorbiaceae, présente du centre ouest du Brésil jusqu'au Paraguay.
Il a pour synonymes :
- Croton goyazensis var. angustifolius, Chodat & Hassl.
- Croton goyazensis var. major, Chodat & Hassl.
- Croton goyazensis var. rotundifolius, Glaz.
- Oxydectes goyazensis, (Müll.Arg.) Kuntze